# Llengües d'Espanya
| Llengües oficials: Castellà, oficial a tot l'Estat Català, cooficial a Catalunya, País Valencià, Illes Balears Èuscar, cooficial al País Basc i a Navarra Gallec, cooficial a Galícia Occità, cooficial a Catalunya | Llengües amb alguna mena de reconeixement: Català, Aragó Gallec, Castella i Lleó (El Bierzo) Asturlleonès, Astúries i Castella i Lleó Aragonès, Aragó | Llengües sense cap reconeixement: Valencià, Regió de Múrcia (El Carxe) Gallec, Astúries Portuguès, Extremadura (Olivença) |

L'Estat Espanyol és un estat europeu amb una gran diversitat lingüística. Les seues llengües constitueixen un patrimoni etnolingüístic i cultural reconegut constitucionalment. La llengua oficial i majoritària de l'Estat és el castellà. Quatre llengües (català/valencià, gallec, èuscar i occità) gaudeixen de l'estatus d'oficialitat en sis de les comunitats autònomes que integren Espanya i altres dues (asturlleonès i aragonès), tot i que no són oficials, són protegides d'alguna manera estatutàriament en tres comunitats autònomes. El portuguès parlat a certs municipis de la Raia fronterera amb Portugal no gaudeix de cap mena de reconeixement. Per acabar, cal destacar i remarcar que una mateixa llengua pot tenir diferent estatus oficial en cada un dels territoris on es parla. L'Estat no fa oficials llengües, ni tan sols les reconeix pel seu nom, sinó que són les comunitats autònomes les que fan oficial o no, una llengua en el seu territori.

## Oficialitat lingüística

### Castellà

Mapa cronològic que mostra l'evolució territorial de les llengües d'Espanya.

La Constitució Espanyola, en el seu article tercer, estableix que:
- El castellà és la llengua espanyola oficial de l'Estat. Tots els espanyols tenen el deure de conèixer-la i el dret d'usar-la.
- Les altres llengües espanyoles seran també oficials en les respectives Comunitats Autònomes d'acord amb els seus Estatuts.
- La riquesa de les diferents modalitats lingüístiques d'Espanya és un patrimoni cultural que serà objecte d'especial respecte i protecció.

L'espanyol o castellà és l'únic idioma oficial de tot l'Estat i és el parlat com a llengua habitual i materna per la gran majoria de la població espanyola. Espanya és, al costat de Colòmbia i després de Mèxic i dels Estats Units, el tercer país del món amb major nombre d'hispanoparlants.
El castellà és l'única llengua oficial a Astúries, Cantàbria, La Rioja, Aragó, Castella i Lleó, Comunitat de Madrid, Castella-la Manxa, Extremadura, Andalusia, Canàries i regió de Múrcia, a part de Ceuta, Melilla, la major part de Navarra i les comarques interiors de la País Valencià.
És també cooficial al costat d'altres llengües a Catalunya, Balears, zona costanera de la País Valencià, Galícia, País Basc i la zona bascòfona de Navarra. A totes les comunitats autònomes bilingües, excepte a Galícia, el castellà és la llengua materna de la majoria de la població i la més utilitzada a la llar.
Aquest predomini va començar ja durant l'edat mitjana en el procés de la Reconquesta amb l'hegemonia tant política com cultural i econòmica de, primer el Regne de Castella (a l'entorn del qual va néixer) i posteriorment de la Corona de Castella a l'entorn peninsular, amb el prestigi cultural que això va comportar, si bé també era parlada a la Corona d'Aragó i al Regne de Navarra, així com la importància d'arribar a ser llengua auxiliar (tant comercial, de comunicació i diplomàtica) durant els segles xvi i xvii. Durant la segona meitat del segle XX el franquisme i els processos migratoris interns ocorreguts també van contribuir a aquesta predominança, si bé en menor mesura, encara que sí que va ser la causa principal a Catalunya i a les Illes Balears.

## Llengües cooficials

### Català / Valencià

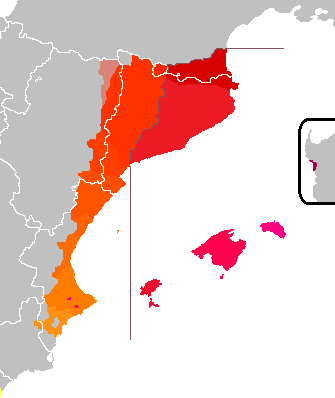
Mapa amb les diferents varietats dialectals del català.

El català té el reconeixement de llengua pròpia, i llengua oficial junt al castellà, a Catalunya, a les Illes Balears i al País Valencià (este últim amb el nom de valencià).
- A Catalunya, el català és la llengua materna del 31,5 %, el castellà ho és de la meitat de la població (un 52,7 %), i un 2,8 % considera a les dues com a la seva llengua materna, segons una enquesta duta a terme el 2018 pel Govern de Catalunya.[1][2] El castellà és predominant en la regió metropolitana de Barcelona i en el Camp de Tarragona (on viu el 79 % de la població catalana), mentre que el català ho és en la resta del territori (on viu el 21 % de la població).

El català és la segona llengua més parlada de Catalunya, on és superada pel castellà tant com a llengua materna, d'identificació i habitual segons les dades oficials de l'Institut d'Estadística de Catalunya del 2018.
L'idioma català ha sofert un retrocés com a llengua habitual passant del 46 % el 2003 al 36,1 % el 2018 mentre que el castellà ha augmentat del 47,2 % el 2003 al 48,6 % el 2018. Per la seva banda els bilingües perfectes continuen incrementant fins al 7,4 % el 2018. Segons la mateixa font el català ha continuat augmentant tant en parlants com en coneixement escrit de la població, però continua disminuint en percentatge respecte al total de la ciutadania catalana.
- A les Illes Balears, el català és la llengua materna del 42,6 % de la població, el castellà ho és del 47,7 %, i un 1,8 % té les dues llengües com a llengües maternes, segons una enquesta duta a terme el 2003 pel Govern de les Illes Balears.[5] El català és la llengua predominant en Menorca i a l'interior de Mallorca, mentre que el castellà ho és en l'àrea metropolitana de Palma i en Eivissa.

Zones de predomini lingüístic del valencià al País Valencià.

- Al País Valencià, la llengua rep el nom de manera habitual, tradicional i oficial de valencià i al mateix temps és el nom de la variant parlada a este territori, a més del tortosí, el qual es parla al nord de la província de Castelló. Ambdós estàn inclosos dins del bloc occidental de la llengua.

A la País Valencià es distingeixen lingüísticament dues zones: una de predomini lingüístic valencià (que representa un 75 % de la superfície i un 87 % de la població) i una altra de predomini lingüístic castellà (25 % de la superfície on viu el 13 % de la població, sovint monolingüe). En la zona valencianoparlant, el castellà és la llengua parlada de forma preferent pel 54,5 % de la població, mentre que el valencià ho és pel 36,4 % i un 6,2 % utilitza indistintament les dues llengües, segons una enquesta duta a terme el 2003 per la Generalitat Valenciana. El valencià és predominant en la majoria del territori valencianoparlant: en les comarques del nord de la província d'Alacant, el sud de la província de València i gran part de la província de Castelló. Mentre que el castellà és predominant en l'àrea metropolitana de València, l'àrea metropolitana d'Alacant-Elx i a Castelló de la Plana.
En conjunt, el català / valencià és la llengua parlada a casa de forma preferent per aproximadament 4.452.000 espanyols.

### Basc

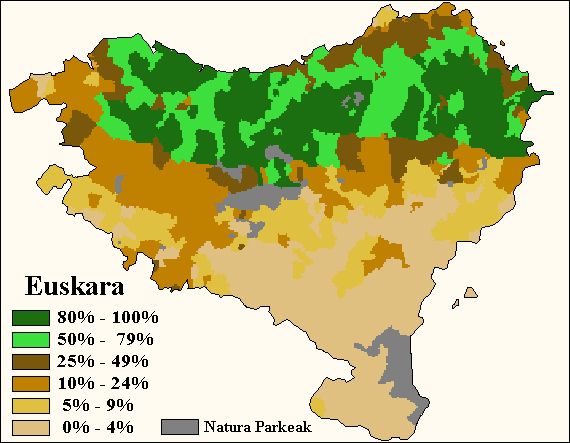
Distribució dels parlants del basc al País Basc i Navarra.

El basc (euskara) és cooficial amb el castellà al País Basc i al terç nord de la Comunitat Foral de Navarra. A més, cal destacar que dins del basc es diferencien sis dialectes (euskalkiak), i una varietat estandarditzada, l'euskara batua.

Percentatge de persones que són capaces de parlar el basc a Navarra i Euskadi (2001).

- Al País Basc el basc és oficial a tota la comunitat autònoma, encara que a gairebé tota la província d'Àlaba i a la zona occidental de la província de Biscaia no es parla des de fa alguns segles, encara que ara els nens l'estan aprenent gràcies al govern basc a les escoles públiques. Les varietats parlades són: el biscaí o occidental als municipis amb presència del basc de Biscaia i del nord d'Àlaba i a l'oest de Guipúscoa; el guipuscoà o central a la major part de Guipúscoa; i l'alt-navarrès o oriental a l'extrem oriental de Guipúscoa. Segons dades del Govern basc referents al 2001, el basc és la llengua parlada a casa de manera preferent per l'11,8 % de la població major de 16 anys, mentre que el 5,2 % de la població diu usar indistintament el basc i el castellà a casa. La resta de la població (un 83,0 %) utilitza a casa de forma única o preferent el castellà.[7]
- A Navarra, el basc és cooficial a l'anomenada zona bascòfona, constituïda per municipis situats al nord-oest de la comunitat autònoma; la principal varietat dialectal existent és l'alt-navarrès o oriental. Al sud i a l'est d'aquesta zona, altres municipis formen l'anomenada zona mixta (on es facilita el seu ús). Finalment, la meitat sud del territori es troba dins de la no bascòfona, històricament de llengua romànica (navarroaragonès a l'edat mitjana, i posteriorment castellà). En el conjunt de Navarra, i segons dades de l'Institut d'Estadística Navarrès referents a l'any 2001, el 7,0 % de la població deia tenir el basc com a llengua materna, el 88,9 % deia tenir el castellà i el 2,1 % deia tenir ambdues llengües com a maternes.[8] Segons dades del govern basc referents a l'ús del basc a casa (comparables a les dades anteriorment per al País Basc), el 4,8 % de la població navarresa utilitza preferentment el basc, un 1,5 % utilitza castellà i basc per igual i el 93,7 % restant utilitza només o principalment el castellà.

En conjunt, el basc és la llengua parlada a casa de forma preferent per aproximadament 270.000 espanyols (el 0,67 % de la població). Altres 120.000 (el 0,28 % de la població espanyola) el parlen de manera indistinta amb el castellà.

### Gallec

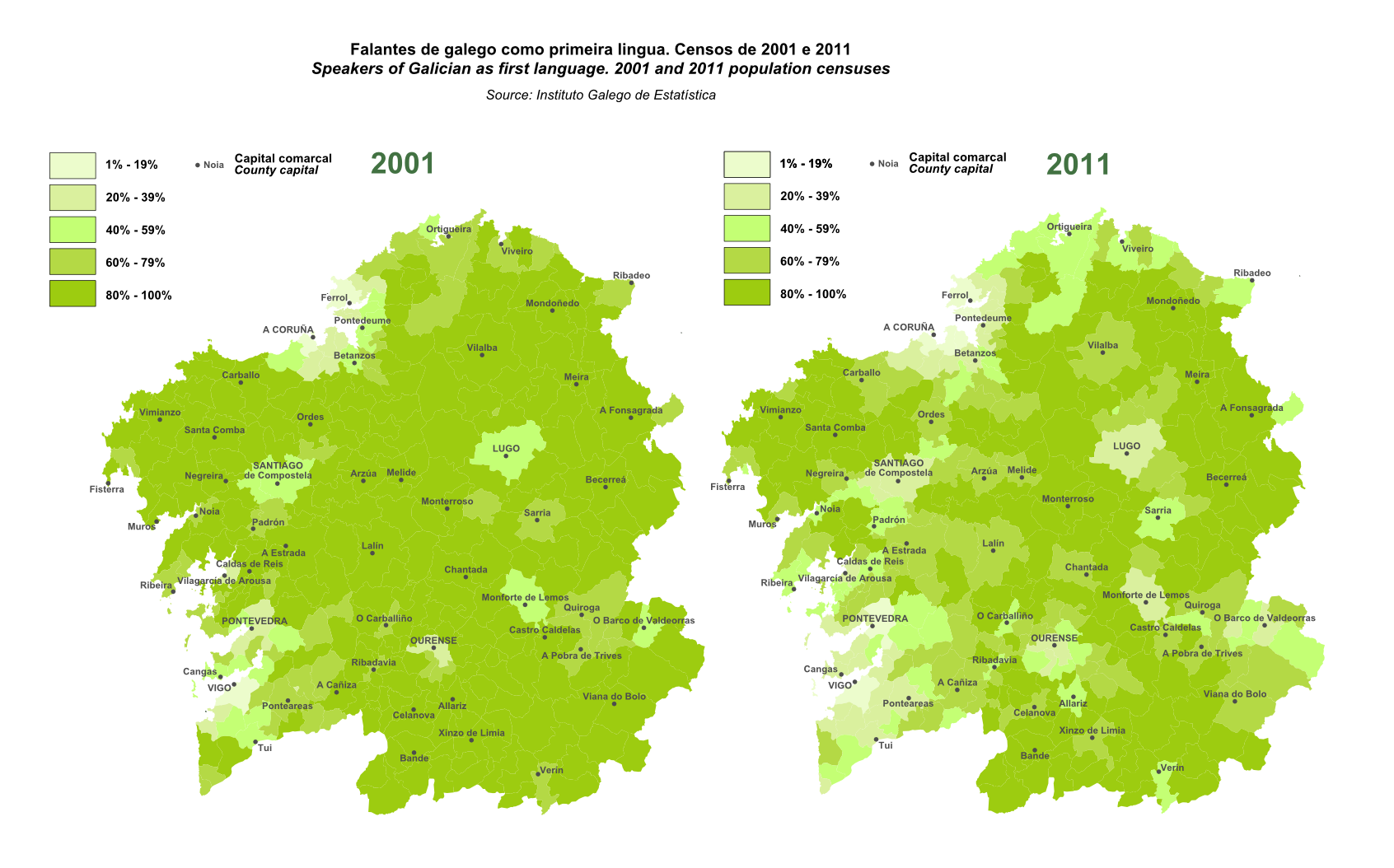
Zona predominant del gallec segons els censos de població i habitatge de l'Institut Gallec d'Estadística

El gallec (galego) té el reconeixement de llengua pròpia, i llengua oficial junt al castellà, a Galícia (Constitució espanyola de 1978 art. 3.2. i Estatut d'Autonomia de Galícia art. 5). Forma part, igual que el castellà, del grup de llengües iberoromàniques i està estretament emparentat amb el portuguès, amb el qual va formar unitat lingüística (gallegoportuguès) durant l'edat mitjana. De fet, segons alguns segueix formant-la avui dia malgrat les diferències sorgides (vegeu reintegracionisme). El gallec presenta tres blocs diferents de parla que creuen Galícia de nord a sud; són els blocs: occidental, central i oriental, que al seu torn se subdivideixen en diferents àrees. El gallec es parla, a més de Galícia i el nord de Portugal, a l'occident d'Astúries i de les províncies de Lleó i Zamora. Fora del nord-oest, es troba la fala del valla de Jálama a Extremadura, relacionada amb el portuguès i, per tant, també amb el gallec.
A Galícia, el gallec és la llengua materna del 52,0 % de la població, el castellà del 30,1 %, i el 16,3 % té ambdues llengües com a llengües maternes. D'altra banda, el 61,2 % de la població usa habitualment més el gallec que el castellà, mentre que el 38,3 % usa habitualment de forma predominant el castellà.
El castellà és la llengua més parlada a les zones urbanes, mentre que el gallec ho és a les zones rurals.
En conjunt, el gallec és la llengua parlada a casa de forma preferent per aproximadament 1.470.000 espanyols. Altres 784.000 el parlen de manera indistinta amb el castellà.

### Occità
A la Vall d'Aran s'anomena de manera habitual, tradicional i oficial com a aranès la varietat gascona de l'occità parlada pels aranesos.
- L'occità, en la seva variant aranesa, té el reconeixement de llengua pròpia i llengua oficial, juntament amb el castellà, a la Vall d'Aran i des de 2006 a tot Catalunya amb l'Estatut d'Autonomia de Catalunya de 2006.
- A la Vall d'Aran, l'aranès és la llengua materna del 34,2 % de la població, el castellà ho és del 38,8 %, i el català del 19,4 %, segons les dades del cens de 2001.[10]

## Llengües amb un cert reconeixement
L'aragonès i l'asturià o asturlleonès, pertanyen al grup de les llengües romàniques occidentals, que encara es parlen d'una manera minoritària en algunes zones rurals de l'alt Aragó i Astúries; les dues van ser declarades llengües en perill d'extinció per la Unesco a finals del segle xx. La seua presència escrita va ser escassa des de la unió dels regnes on es parlava al regne de Castella, fins als anys setanta del segle xx.

### Aragonès

Mapa amb les diferents llengues parlades a Aragó. L'aragonés en vermell i el català en lila.

L'aragonès, reducte del navarroaragonès parlat en l'Edat Mitjana als regnes de Navarra i d'Aragó.
- A Aragó, l'Estatut d'Autonomia li atorga una certa protecció i hi ha un debat interminable sobre la Llei de llengües a Aragó i les formes amb què es regularia el seu ús i ensenyament. L'aragonès encara es parla d'una manera precària a les zones pirenaiques i prepirenaiques del nord d'Aragó. Quasi al límit de l'extinció, només és parlat per unes 10.000 persones. En la reforma de l'Estatut d'Autonomia d'Aragó del 2007, ni se l'anomena ni se li dona el caràcter de llengua oficial (Art.7.1 Les llengües i modalitats lingüístiques pròpies d'Aragó constitueixen una de les manifestacions més destacades del patrimoni històric i cultural aragonès i un valor social de respecte, convivència i enteniment).

Actualment és parla al nord d'Aragó, als Pirineus. Tanmateix, el seu ús ha anat minvant i per la zona central i meridional amb prou feines es parla.

### Asturlleonès
L'asturlleonès es parla a Astúries (amb el nom d'asturià), en part de l'antic Regne de Lleó (a les províncies de Lleó i Zamora (amb el nom de lleonès), i en la comarca portuguesa de Miranda do Douro (amb el nom de mirandès).
- A Astúries, el seu Estatut d'Autonomia (amb el nom de bable) li atorga una certa protecció (4.1 El bable gaudirà de protecció. es promourà el seu ús, la seua difusió als mitjans de comunicació i el seu ensenyament, respectant en tot cas les variants locals i la voluntarietat en el seu aprenentatge) i el seu ús està regulat per llei en el Principat d'Astúries i la seua ortografia, lèxic i gramàtica per l'Academia de la Llingua Asturiana, que curiosament no gaudeix de força vinculant per a les altres zones on es parla. Existeix en Astúries un debat sobre l'oficialitat de l'asturià i hi ha un cert nombre d'organitzacions civils i polítiques que lluiten per la seua conservació, oficializació i defensa en eixa Comunitat Autònoma. Les diverses enquestes dutes a terme entre la població asturiana mostren un creixent suport a l'oficialitat de l'asturià (més del 60%).
- A Castella i Lleó, en la reforma estatutària de 2007 s'ha introduït un article on se li atorga un reconeixement i certa protecció amb el nom de lleonès (Art. 5.2 El lleonès serà objecte de protecció específica per part de les institucions pel seu particular valor dins del patrimoni lingüístic de la Comunitat. La seua protecció, ús i promoció seran objecte de regulació).

### Català a l'Aragó
- A Aragó, l'Estatut d'Autonomia atorga una certa protecció al català i hi ha un debat interminable sobre la Llei de llengües a Aragó i les formes amb les quals es regularia el seu ús, ja que l'ensenyament, encara que precari i voluntari, ja es dona des de fa anys. A la Franja de Ponent és parlat per més del 80 % dels seus habitants, uns 50.000. En la reforma de l'Estatut d'Autonomia d'Aragó del 2007, com a l'aragonès, ni se l'anomena ni se li dona el caràcter de llengua oficial (Art.7.1 Les llengües i modalitats lingüístiques pròpies d'Aragó constitueixen una de les manifestacions més destacades del patrimoni històric i cultural aragonès i un valor social de respecte, convivència i enteniment).[11][12]

### Gallec a Castella i Lleó
- A la Comunitat Autònoma de Castella i Lleó, el seu Estatut d'Autonomia li dona un cert reconeixement i protecció (Art.5.3 Gaudirà de respecte i protecció la llengua gallega als llocs on habitualment s'utilitze).

## Llengües que no són reconegudes a les Comunitats Autònomes on es parlen
- Català a la Regió de Múrcia
- Gallec a Astúries
- Asturlleonès a Cantàbria
- Portuguès a Castella i Lleó
- Portuguès a Extremadura